# کپز (آنتالیا)
کپز (به ترکی استانبولی: Kepez) یک شهرستان و منطقهٔ مسکونی در ترکیه است که در استان آنتالیا واقع شده‌است. کپز ۲۸۹ متر بالاتر از سطح دریا واقع شده‌است.